# Gia Định (tỉnh)
Gia Định (chữ Hán: 嘉定(省)) là một tỉnh cũ của Việt Nam được thành lập năm 1833 thời nhà Nguyễn (đổi tên từ tỉnh Phiên An thành lập năm 1832) và cuối cùng giải thể vào năm 1975 khi sáp nhập với Sài Gòn để thành lập thành phố Sài Gòn – Gia Định, nay là Thành phố Hồ Chí Minh. 
Địa bàn tỉnh Gia Định trước khi giải thể tương ứng với thành phố Thủ Đức và một số quận, huyện thuộc Thành phố Hồ Chí Minh ngày nay, bao gồm: Quận 7, Quận 12, Bình Tân, Bình Thạnh, Gò Vấp, Phú Nhuận, Tân Bình, Tân Phú, Bình Chánh, Cần Giờ, Hóc Môn, Nhà Bè.

## Địa lý

Tỉnh Gia Định trong bản đồ Nam Kỳ Lục Tỉnh giai đoạn (1832-1862)

Hành chính tỉnh Gia định trong bản đồ hành chính Nam Kỳ Lục tỉnh (Basse Cochinchine) năm 1863

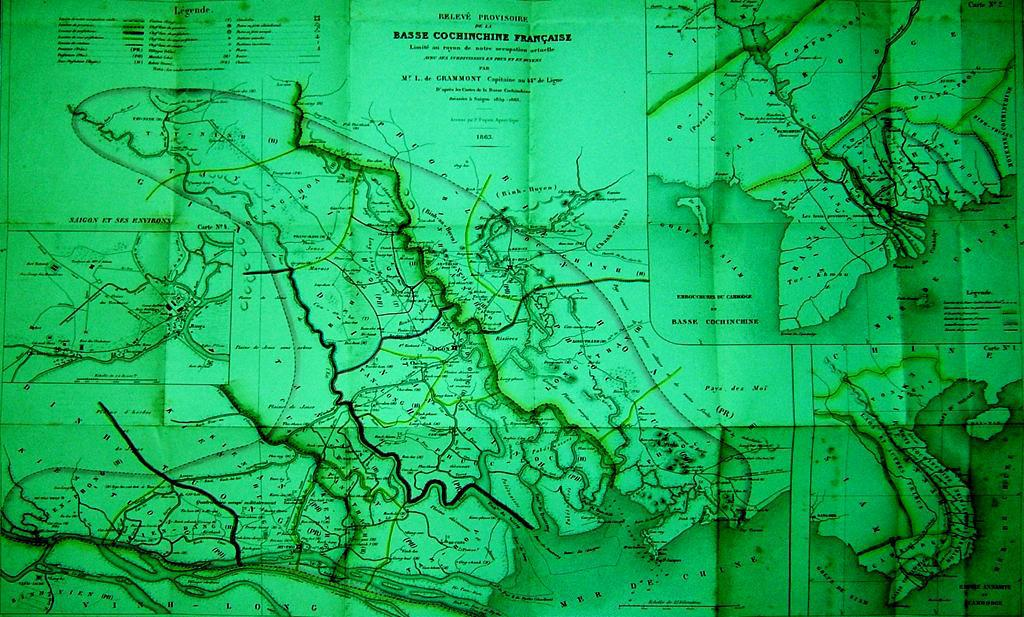
Bản đồ các tỉnh Gia Định, Định Tường và Biên Hòa trong bản đồ hành chính Cochin Chine khu vực thuộc Pháp kiểm soát năm 1863 (Basse Cochinchine Francaise) và trước đó là Nam Kỳ Lục tỉnh năm 1859 (Basse Cochinchine). (Henri Rieunier (1833-1918) vẽ năm 1863)

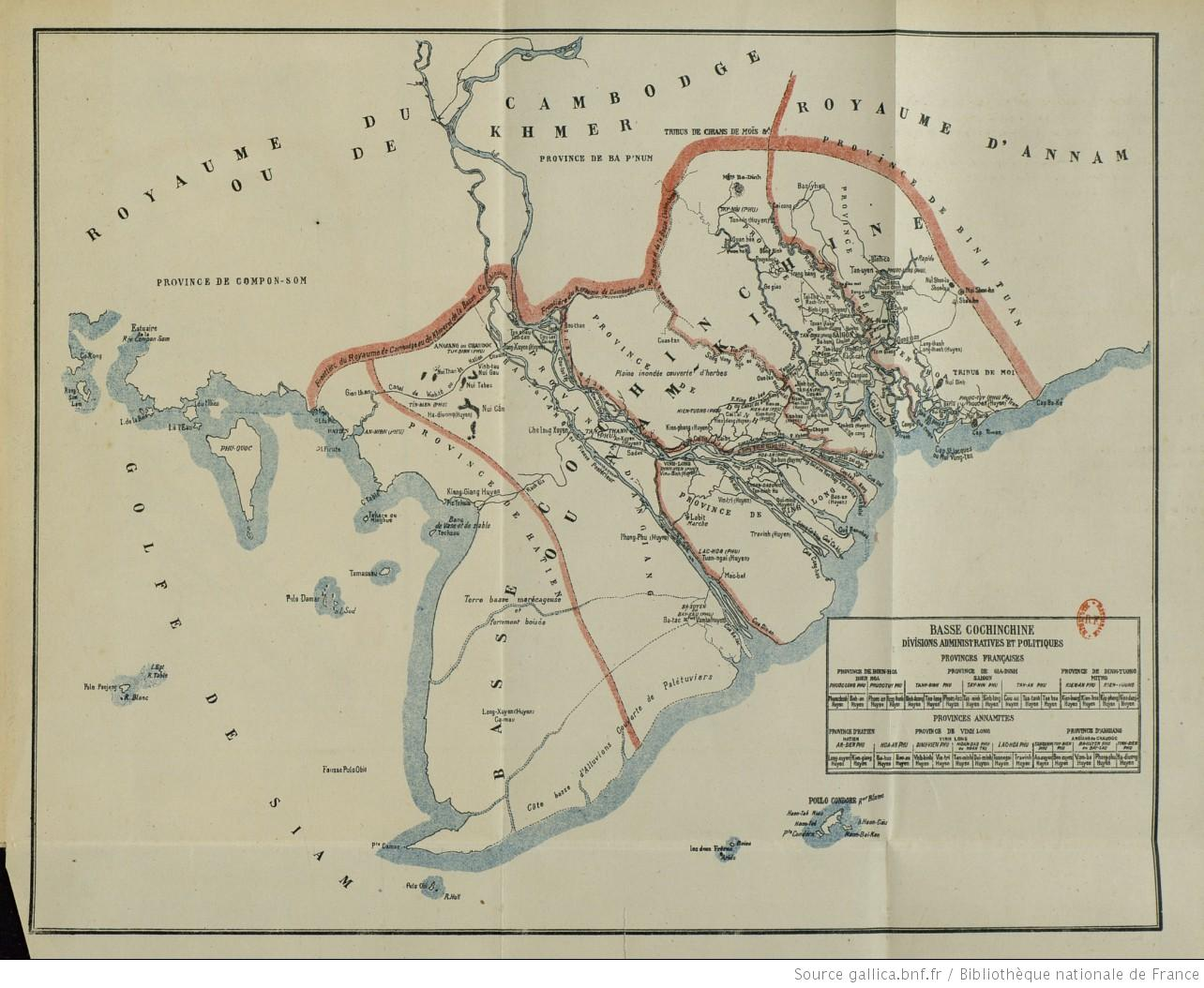
Tỉnh Gia Định trong bản đồ Nam Kỳ Lục tỉnh (Basse Cochinchine)

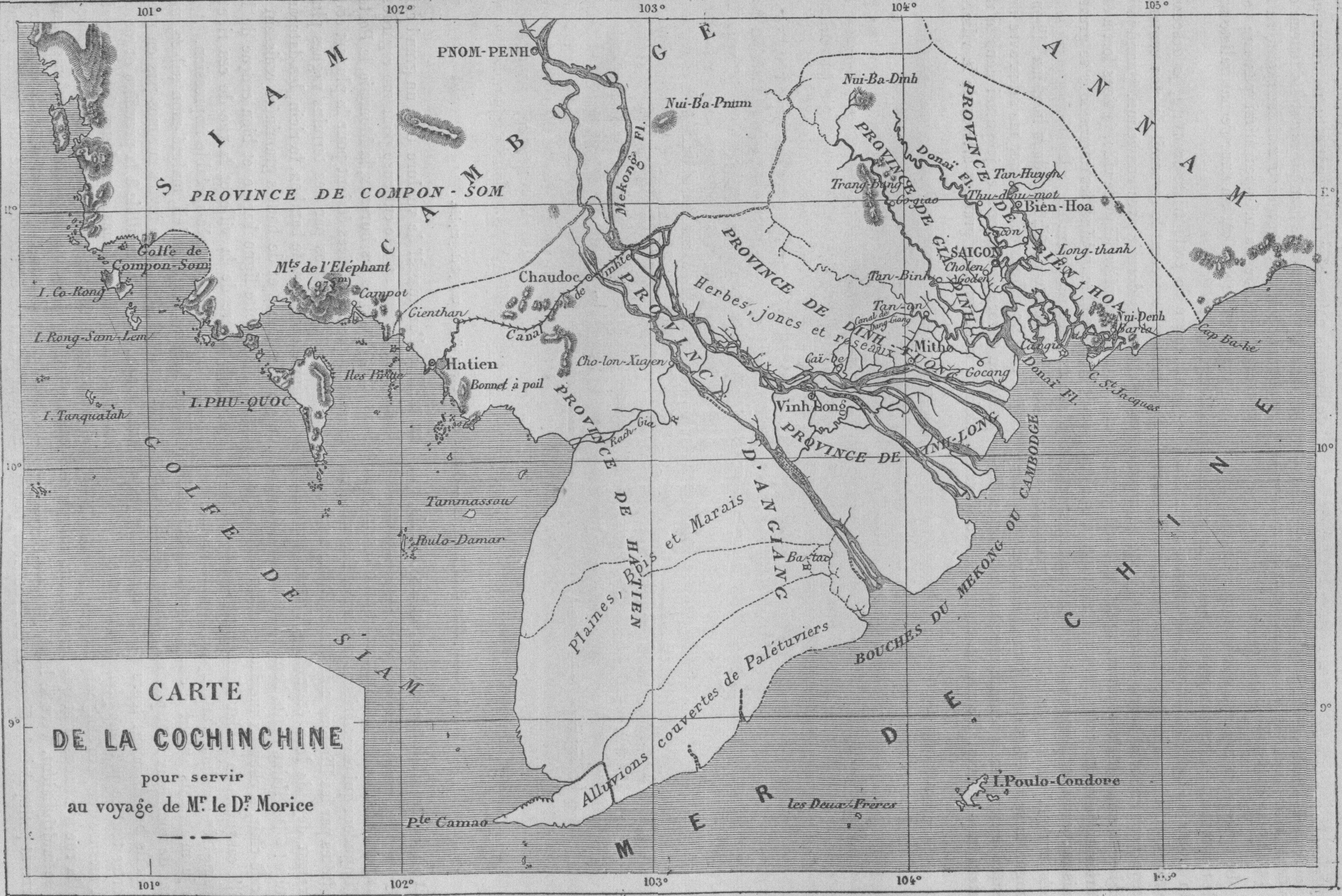
Bản đồ xứ Nam Kỳ 1872 (thời Pháp Thuộc) với sáu tỉnh: Biên Hòa, Gia Định, Định Tường, Vĩnh Long, An Giang, Hà Tiên (vẽ theo hành chính thời nhà Nguyễn độc lập)

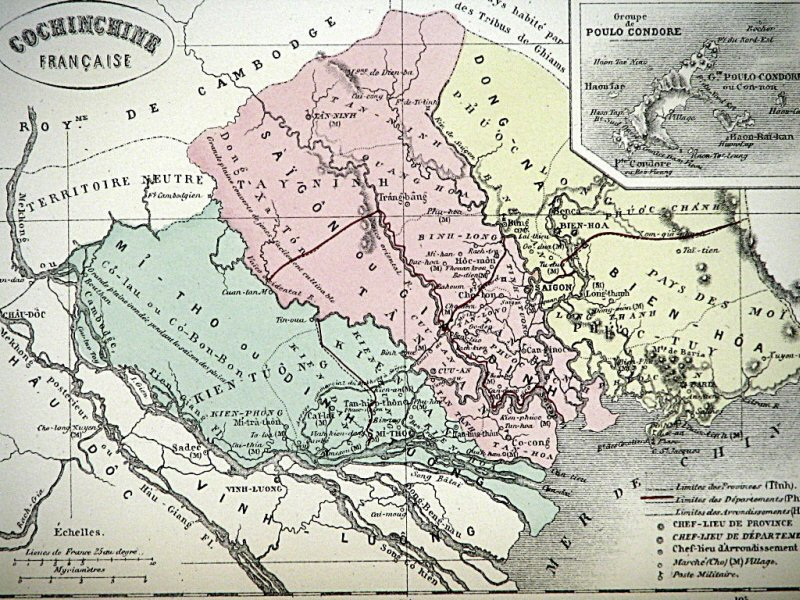
Ba tỉnh miền Đông Nam Kỳ (Biên Hòa, Gia Định, Định Tường) năm 1865, thời Pháp xâm chiếm miền Đông

Tỉnh Gia Định nhà Nguyễn và việc chia tách kết thúc tồn tại của tỉnh này đầu thời Pháp thuộc

Tỉnh được thành lập vào năm Minh Mạng thứ 14 (1833) trên cơ sở chia cắt Gia Định thành thành sáu tỉnh: Biên Hoà, Gia Định (ban đầu tên là tỉnh Phiên An (1832), Định Tường, Vĩnh Long, An Giang, Hà Tiên, thường gọi là Nam Kỳ lục tỉnh.
Theo Hiệp ước Nhâm Tuất năm 1862, tỉnh bị cắt nhượng cho Pháp cùng với Biên Hòa và Định Tường.
Theo Đại Nam nhất thống chí, thì tỉnh Gia Định nhà Nguyễn thời vua Tự Đức (1847 - 1862) gồm 3 phủ với 9 huyện là:
Phủ Tân Bình
- Huyện Bình Dương có 6 tổng: Dương Hòa Hạ, Dương Hòa Thượng, Dương Hòa Trung, Bình Trị Hạ, Bình Trị Thượng, Bình Trị Trung.
- Huyện Bình Long có 6 tổng: Bình Thạnh Thượng, Bình Thạnh Trung, Cầu An Hạ, Long Tuy Thượng. Long Tuy Trung.
- Huyện Tân Long có 6 tổng: Tân Phong Thượng, Tân Phong Trung, Tân Phong Hạ, Long Hưng Thượng, Long Hưng Trung, Long Hưng Hạ.

Phủ Tân An
- Huyện Cửu An, phía Bắc giáp huyện Quang Hóa phủ Tây Ninh, phía Đông giáp huyện Phúc Lộc cùng phủ Tân An, phía Nam giáp huyện Kiến Hòa phủ Kiến An tỉnh Định Tường, phía Tây giáp huyện Kiến Hưng phủ Kiến An tỉnh Định Tường.
- Huyện Phúc Lộc
- Huyện Tân Hòa năm 1863, có 4 tổng: 
  - Tổng Hòa Đồng Thượng: có 6 thôn
  - Tổng Hòa Đồng Hạ: có 8 thôn
  - Tổng Hòa Lạc Thượng: có 7 thôn
  - Tổng Hòa Lạc Hạ: có 10 thôn.
  - Huyện Tân Hòa bao gồm vùng Gò Công tỉnh Tiền Giang ngày nay.[4]
- Huyện Tân Thịnh.

Phủ Tây Ninh: phía Bắc giáp Cao Miên (qua núi Chiêng, tức núi Bà Đen), phía Đông giáp huyện Bình Long phủ Tân Bình, phía Nam giáp huyện Bình Dương phủ Tân Bình và huyện Cửu An phủ Tân An, nguyên là đạo Quang Phong. Năm Minh Mạng thứ 19 (1838), bỏ đạo lập phủ với tên gọi phủ Tây Ninh, quản lý 2 huyện (với 7 tổng có 56 làng xã):
- Huyện Tân Ninh, lỵ sở kiêm phủ thành nằm ở thôn Khang Ninh (nay thuộc thị xã Tây Ninh), phía Bắc giáp Cao Miên (qua núi Chiêng), phía Đông giáp huyện Bình Long phủ Tân Bình, phía Nam giáp huyện Bình Long phủ Tân Bình và huyện Quang Hóa cùng phủ Tây Ninh, phía Tây giáp huyện huyện Kiến Hưng tỉnh Định Tường và giáp nước Cao Miên. Huyện Tân Ninh, được đặt ra năm Minh Mạng thứ 17 (1836), theo Đại Nam nhất là quản lý 2 tổng (nhưng có lẽ là 3 tổng), là tổng Hàm Ninh Thượng và tổng Kiếm Hoa với 24 làng xã[5]. Phần đất huyện Tân Ninh phủ Tây Ninh nhà Nguyễn nay có thể là địa phận phía Bắc của tỉnh Tây Ninh ngày nay (tức năm 2011) (thị xã Tây Ninh, huyện Tân Biên, huyện Châu Thành,...) và có thể bao gồm cả 1 phần đất phía Bắc của tỉnh Svay Rieng (khúc giữa tỉnh Svay Rieng) Campuchia, vì mô tả trên theo Đại Nam nhất thống chí: Tân Ninh còn tiếp giáp với cả huyện Kiến Hưng phủ Kiến An tỉnh Định Tường nhà Nguyễn, vốn chỉ nằm bên bờ Tây sông Vàm Cỏ Tây, cách địa bàn tỉnh Tây Ninh ngày nay (phần từng là đất huyện Tân Ninh) qua địa bàn tỉnh Svay Rieng.

Năm 1890, sau khi lập Liên bang Đông Dương, người Pháp trích một phần đất hạt Tây Ninh (hạt Tây Ninh nguyên là toàn bộ phủ Tây Ninh) là phần đất dọc theo rạch Ngã Bát cho Campuchia thuộc Pháp, trong đó có lẽ gồm cả phần đất tỉnh Svay Rieng (tức tỉnh Soài Riêng) đề cập đến ở trên. Các bản đồ của người Pháp thể hiện xứ Nam Kỳ thuộc Pháp, vẽ với kỹ thuật Tây phương khá chính xác, vào các năm 1872 và 1886 (trước khi thành lập Liên bang Đông Dương năm 1887) đều thể hiện vùng lồi Svay Rieng thuộc đất Nam Kỳ (Cochinchine).
- Huyện Quang Hóa, phía Bắc giáp huyện Tân Ninh cùng phủ Tây Ninh, phía Đông giáp huyện Tân Ninh, phía Nam giáp huyên Tân Ninh và huyện Cửu An phủ Tân An, phía Tây giáp huyện Kiến Hưng phủ Kiến An tỉnh Định Tường nhà Nguyễn. Lỵ sở trước đặt ở thôn Cẩm Giang sau chuyển sang thôn Long Giang, quản lý 4 tổng (Hàm Ninh Hạ (Ham Ninh Ha tong), Mộc Hóa (Moc Hoa tong), Giải Hóa (Giải Hoa tong), Mỹ Ninh (Mi Ninh tong)) với 32 làng xã[5]. Đất huyện Quang Hóa phủ Tây Ninh nhà Nguyễn nay có thể là địa phân các huyện phía Nam tỉnh Tây Ninh (như Bến Cầu, Gò Dầu, Trảng Bàng,...), các huyện Đông Bắc tỉnh Long An (như Đức Huệ, Hậu Nghĩa, Mộc Hóa[6],...) và phần phía Nam của tỉnh Svay Rieng Campuchia.

### Thời Pháp thuộc

Bản đồ Nam Kỳ thuộc Pháp năm 1884, khu vực nằm giữa đường biên giới với Campuchia (Frontière Franco-Cambodgienne) và với đường biên giới với An Nam (Frontière Franco-Annamite). Vùng lồi Svay Rieng (trong bản đồ ghi chú là (Khet) Svai Teep vẫn nằm trong ranh giới Nam Kỳ thuộc Pháp (ở phía đông đường Frontière Franco-Cambodgienne) mà được cắt cho Campuchia

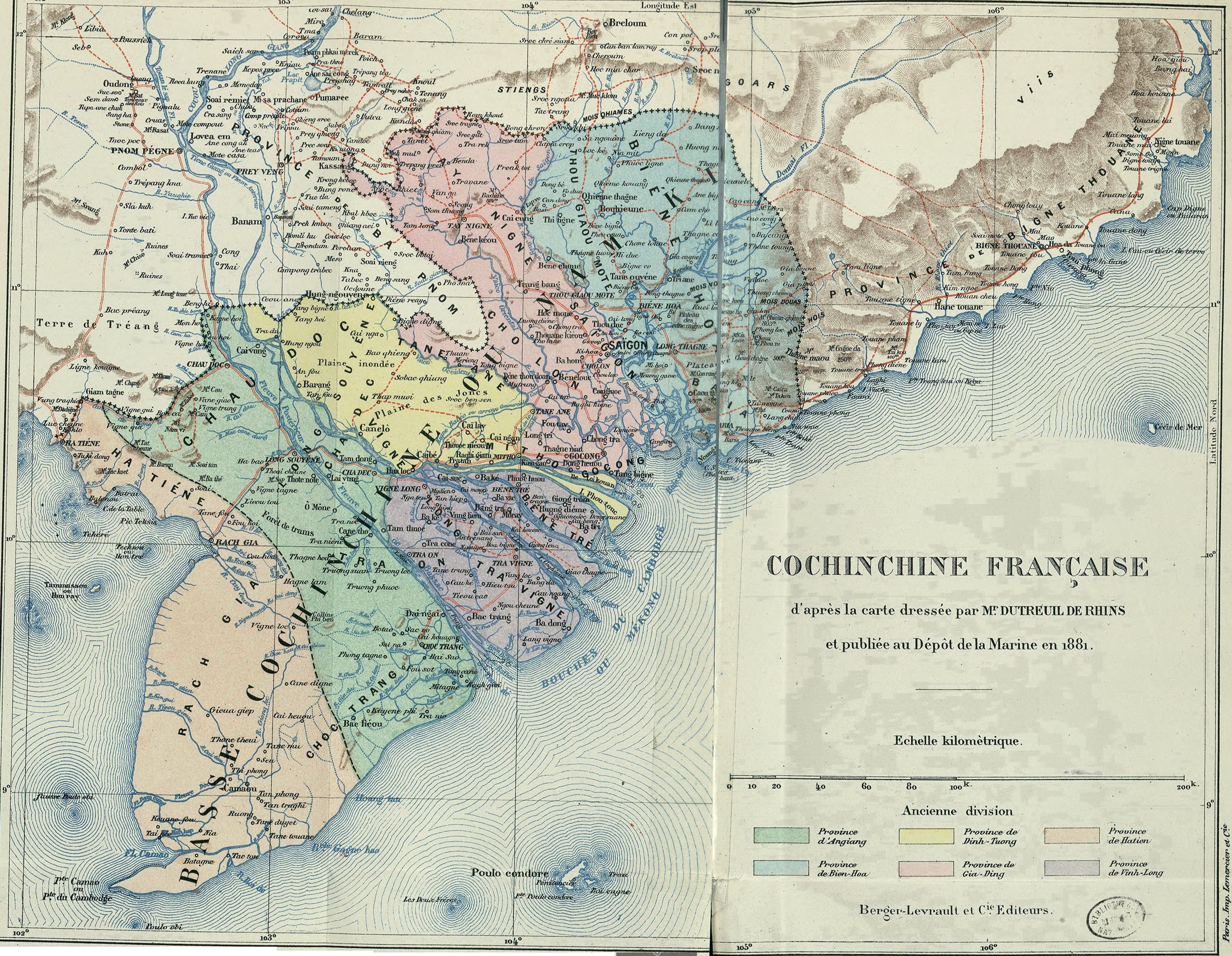
Nam Kỳ thuộc Pháp (Basse Cochinchine Francaise) khoảng năm 1881, nhưng vẽ theo hành chính của Nam Kỳ Lục tỉnh nhà Nguyễn (Basse CochinChine) trước năm 1861. Vùng bờ bắc kênh Vĩnh Tế (thuộc các tỉnh An Giang và Hà Tiên cũ) và vùng lồi Svay Rieng (trước là vùng rừng Quang Hóa phủ Tây Ninh tỉnh Gia Định, mà Pháp chưa chiếm được vào thời điểm năm 1861-1863) đều được cắt trả về cho lãnh thổ vương quốc Campuchia thuộc Pháp

(Khet) Svai Teep (Soài Tiếp-Soài Riêng) năm 1884

Tháng 12 năm 1889, Pháp chia tỉnh Gia Định thành năm tỉnh mới: Gia Định, Chợ Lớn, Tân An và Tây Ninh, Gò Công.

### Việt Nam Cộng hòa
Năm 1956, dưới thời Việt Nam Cộng hòa, Gia Định là một trong 22 tỉnh của Nam phần (tức Nam Bộ), không kể Đô thành Sài Gòn. Năm 1957, tỉnh Gia Định gồm có 6 quận, 10 tổng và 61 xã:
- Quận Gò Vấp có 1 tổng Bình Trị Thượng; quận lỵ: Hạnh Thông Xã
- Quận Tân Bình có 1 tổng Dương Hòa Thượng; quận lỵ: xã Phú Nhuận
- Quận Hóc Môn có 2 tổng: Bình Thạnh Trung, Long Bình; quận lỵ: Thới Tam Thôn
- Quận Thủ Đức có 2 tổng: An Bình, An Điền; quận lỵ: Linh Đông Xã
- Quận Nhà Bè có 1 tổng Bình Trị Hạ; quận lỵ: xã Phú Xuân Hội
- Quận Bình Chánh có 3 tổng: Long Hưng Thượng, Long Hưng Trung, Tân Phong Hạ; quận lỵ: xã Bình Chánh.

Ngày 26 tháng 11 năm 1962, Tổng thống Việt Nam Cộng hòa ban hành Sắc lệnh số 213-QP về việc sáp nhập Đô thành Sài Gòn vào tỉnh Gia Định.
Ngày 9 tháng 12 năm 1965, Tổng thống Việt Nam Cộng hòa ban hành Sắc lệnh số 227-QP về việc tái lập Đô thành Sài Gòn.
| Dân số tỉnh Gia Định 1967 | Dân số tỉnh Gia Định 1967 |
| Quận                      | Dân số                    |
| ------------------------- | ------------------------- |
| Bình Chánh                | 58.153                    |
| Cần Giờ                   | 8.374                     |
| Gò Vấp                    | 303.374                   |
| Hóc Môn                   | 111.644                   |
| Nhà Bè                    | 43.721                    |
| Quảng Xuyên               | 7.436                     |
| Tân Bình                  | 240.147                   |
| Thủ Đức                   | 102.243                   |
| Tổng số                   | 875.092                   |

Năm 1970, Gia Định chia thành 8 quận, ngoài các quận trên còn có:
- Quận Quảng Xuyên, quận lỵ: An Thới Đông
- Quận Cần Giờ, quận lỵ: Cần Thạnh.

Năm 1974, tỉnh Gia Định có 8 quận, 74 xã, 351 ấp, với 1.422.653 dân.

### Cộng hòa Miền Nam Việt Nam
Tháng 5 năm 1975, tỉnh Gia Định (ngoại trừ 2 quận: Cần Giờ và Quảng Xuyên) được sáp nhập với Đô thành Sài Gòn thêm một phần các tỉnh Long An, Bình Dương, Hậu Nghĩa để trở thành thành phố Sài Gòn - Gia Định. 
Đến ngày 2 tháng 7 năm 1976, thành phố Sài Gòn - Gia Định được chính thức đổi tên là Thành phố Hồ Chí Minh.

## Phân chia hành chính

Bản đồ hạt Sài Gòn năm 1885

### Năm 1897
Toàn tỉnh Gia Định được chia thành 18 tổng:
1. Tổng An Bình gồm 8 làng: An Phú, Bình Lợi, Bình Thạnh, Bình Trưng, Đông Phú, Mỹ Thủy, Phú Thọ, Tân Lập
2. Tổng An Điền gồm 9 làng: Bình Quới Đông, Bình Thái, Bình Thọ, Linh Chiểu Đông, Linh Chiểu Tây, Linh Chiểu Trung, Trường Thọ, Xuân Trường, Xuân Vinh
3. Tổng An Thành gồm 9 làng: An Thạnh, Hưng Thạnh, Long Tân, Phước Khánh, Phước Trường, Tân Điền, Trường Cửu, Trường Lộc, Tuy Thạnh
4. Tổng An Thịt gồm 5 làng: An Thạnh, Bình Khánh, Khánh Độ, Sài Tân, Vạng Phước
5. Tổng An Thổ gồm 10 làng: Bình Chánh, Bình Chiểu, Bình Đức, Bình Đường, Bình Phú, Bình Phước, Bình Thủy, Bình Triệu, Đông An, Dĩ An
6. Tổng An Thủy gồm 14 làng: An Nhơn, Bình Thắng, Bình Thung, Đông Minh, Đông Tác, Đông Yên, Mỹ Hòa, Ngãi Thắng, Phong Phú, Tân Long, Tân Phú, Tân Nhơn, Tân Ninh, Tân Quới
7. Tổng Bình Thạnh Hạ gồm 16 làng: Mỹ Hòa, Tân Đông Thượng, Tân Đông Trung, Tân Hội, Tân Hưng, Tân Thới Nhứt, Tân Thới Thượng, Thới An, Thới Hòa, Thuận Kiều, Trung Chánh Tây, Trung Chánh, Trung Hưng, Xuân Hòa, Xuân Thới Tây, Vĩnh Lộc
8. Tổng Bình Thạnh Trung gồm 17 làng: An Hòa, Bình Lý Đông, Bình Lý, Bình Nhan, Bình Xuân, Hội Thạnh, Mỹ Thạnh, Phú Lợi, Tân Đông, Tân Mỹ Đông, Tân Thạnh Đông, Tân Thạnh Tây, Thạnh Hòa, Thạnh Phú, Thạnh Yên, Thới Thạnh, Thới Thuận
9. Tổng Bình Trị Thượng gồm 16 làng: An Hội, An Lộc Đông, An Lộc, An Nhơn Xã, An Phước, An Thạnh Trung, An Xuân, Bình An Đông, Bình Hòa Xã, Bình Lợi Trung, Bình Quới Tây, Hanh Phú, Hanh Thông Tây, Hanh Thông Xã, Quới An, Thạnh Đa
10. Tổng Bình Trị Hạ gồm 9 làng: Phú Hội, Phú Mỹ Tây, Phước Hải, Phước Long Đông, Phước Thành, Phước Thới, Phú Xuân Đông, Tân Qui Đông, Tân Thuận Đông
11. Tổng Bình Trị Trung gồm 5 làng: An Lợi Đông, An Lợi Xã, Bình Khánh, Phú An, Phú Mỹ
12. Tổng Cần Giờ gồm 6 làng: Cần Thạnh, Đông Hòa, Long Thạnh, Lý Nhơn, Tân Thạnh, Thạnh Thới
13. Tổng Dương Hòa Hạ gồm 12 làng: Đức Hưng, Long Kiểng, Long Phước, Long Thạnh Tây, Long Thới Đông, Mỹ Đức, Nhơn Mỹ, Nhơn Ngãi, Phong Lộc, Phú Lễ, Phước Thạnh, Thới Hiệp
14. Tổng Dương Hòa Thượng gồm 14 làng: Bình Hưng, Bình Hưng Đông, Bình Thới, Hòa Hưng, Phú Nhuận, Phú Thạnh, Phú Thọ, Tân Hòa, Tân Hòa Tây, Tân Sơn Nhì, Tân Sơn Nhứt, Tân Thới, Tân Trụ, Thạnh Hòa
15. Tổng Long Tuy Hạ gồm 11 làng: Mỹ Khánh, Phước An, Phước Mỹ, Tân Thông, Tân Thông Đông, Tân Thông Tây, Tân Thông Trung, Thái Bình Hạ, Thái Bình Thượng, Trung Lập, Vĩnh An Tây
16. Tổng Long Tuy Thượng gồm 14 làng: Phước Ninh, Tân Phú Trung, Tân Thới Đông, Tân Thới Nhì, Tân Thới Tam, Tân Thới Tây, Tân Thới Trung, Tân Thới Tứ, Thái Sơn, Thới Tam Đông, Vĩnh Cư, Vĩnh Phước, Xuân Thới, Xuân Thới Đông
17. Tổng Long Tuy Trung gồm 6 làng: An Nhơn Tây, Mỹ Hưng, Nhuận Đức, Phú Đức, Phú Hòa Đông, Phú Thạnh
18. Tổng Long Vĩnh Hạ gồm 11 làng: Chí Thạnh, Ích Thạnh, Long Đại, Long Hậu, Long Sơn, Long Tuy, Mỹ Thạnh, Phước Hậu, Phước Thiện, Phước Thới, Vĩnh Thuận.

### Năm 1939

Bản đồ tỉnh Gia Định khoảng năm 1930

Tỉnh Gia Định được chia thành 4 quận:
1. Quận Gò Vấp có 3 tổng với 37 làng:
- Tổng Bình Thạnh Hạ gồm 15 làng: Mỹ Hòa, Tân Đông Thượng, Tân Đông Trung, Tân Hưng, Tân Thới Nhứt, Tân Thới Thượng, Thới An, Thới Hòa, Thuận Kiều, Trung Chánh, Trung Chánh Tây, Trung Hưng, Xuân Hòa, Xuân Thới Tây, Vĩnh Lộc
- Tổng Bình Trị Thượng gồm 13 làng: An Hội, An Lộc Đông, An Lộc, An Nhơn Xã, An Xuân, Bình Hòa Xã, Bình Quới Tây, Hanh Phú, Hanh Thông Tây, Hanh Thông Xã, Quới An, Thạnh Mỹ An, Thạnh Phước
- Tổng Dương Hòa Thượng gồm 9 làng: Bình Hưng Đông, Bình Hưng, Chí Hòa, Phú Nhuận, Phú Thọ, Tân Sơn Nhì, Tân Sơn Nhứt, Tân Thới Hòa, Tân Trụ.

2. Quận Hóc Môn có 4 tổng với 24 làng:
- Tổng Bình Thạnh Trung gồm 10 làng: An Phú, Bình Lý, Đông Thạnh, Hòa Phú, Mỹ Bình, Nhị Bình, Paris Tân Qui, Tân Mỹ Đông, Tân Thạnh Đông, Tân Thạnh Tây
- Tổng Long Tuy Hạ gồm 5 làng: Phước An, Phước Mỹ, Tân An Tây, Tân Thông Trung, Trung Lập
- Tổng Long Tuy Thượng gồm 9 làng: Phước Ninh, Tân Hiệp, Tân Phú Trung, Tân Thới, Tân Thới Nhì, Tân Thới Tứ, Tân Xuân, Vĩnh Cư, Xuân Thới Sơn
- Tổng Long Tuy Trung gồm 5 làng: An Nhơn Tây, Mỹ Hưng, Nhuận Đức, Phú Hòa Đông, Phú Thạnh.

3. Quận Thủ Đức có 6 tổng với 43 làng:
- Tổng An Bình gồm 6 làng: An Đông Xã, An Phú, Bình Khánh, Bình Trung, Đông Phú, Thạnh Mỹ Lợi
- Tổng An Điền gồm 7 làng: Bình Quới Đông, Bình Thái, Bình Thọ, Linh Chiểu Trung, Linh Chiểu, Trường Thọ, Xuân Hiệp
- Tổng An Thành gồm 6 làng: Long Tân, Phú Hữu, Phước Trường, Tân Điền, Trường Khánh, Trường Lộc
- Tổng An Thổ gồm 8 làng: Bình Chánh, Bình Chiểu, Bình Đức, Bình Đường, Bình Phú, Bình Triệu, Đông An, Dĩ An
- Tổng An Thủy gồm 10 làng: Bình Thắng, Bình Thung, Đông Tác, Đông Yên, Hòa Hiệp, Phong Phú, Tăng Phú, Tân Hóa, Tân Nhơn, Tân Ninh
- Tổng Long Vĩnh Hạ gồm 6 làng: Ích Thạnh, Long Thuận, Long Hòa, Mỹ Thạnh, Phước Hậu, Thái Bình.

4. Quận Nhà Bè có 4 tổng với 19 làng:
- Tổng An Thịt gồm 3 làng: An Thới Đông, Bình Khánh, Tam Thôn Hiệp
- Tổng Bình Trị Hạ gồm 5 làng: Phú Mỹ Tây, Phú Xuân Hội, Phước Long Đông, Tân QuiĐông, Tân Thuận Đông
- Tổng Cần Giờ gồm 5 làng: Cần Thạnh, Đồng Hòa, Long Thạnh, Lý Nhơn, Tân Thạnh
- Tổng Dương Hòa Hạ gồm 6 làng: Hiệp Phước, Long Đức Đông, Long Kiển, Nhơn Đức, Phú Lễ, Phước Lộc.

### Năm 1955
1. Quận Thủ Đức có 19 làng:
- Tổng An Bình có 05 làng: Bình Trưng, Thạnh Mỹ Lợi, Phú Hữu, An Phú và An Khánh Xã
- Tổng An Điền có 04 làng: Linh Xuân Thôn, Phước Long Xã, Linh Đông Xã và Tăng Nhơn Phú;
- Tổng An Thổ có 03 làng: An Bình Xã, Hiệp Bình Xã và Tam Bình Xã
- Tổng An Thủy có 03 làng: Bình An, Đông Hòa Xã và Tân Đông Hiệp
- Tổng Long Vĩnh Hạ có 04 làng: Long Thạnh Mỹ, Long Trường, Long Phước Thôn và Long Bình.

2. Quận Nhà Bè có 11 làng:
- Tổng Bình Trị Hạ có 05 làng: Phú Mỹ Tây, Phú Xuân Hội, Phước Long Đông, Tân Quy Đông và Tân Thuận Đông
- Tổng Dương Hòa Hạ có 06 làng: Long Kiểng, Phước Lộc Thôn, Nhơn Đức, Long Đức, Hiệp Phước và Phú Lễ.

3. Quận Hóc Môn có 27 làng:
- Tổng Bình Thạnh Trung có 07 làng: Đông Hưng Thuận, Tân Đông Thượng, Đông Thạnh, Nhị Bình, Tân Thới Hiệp, Thới Tam Thôn và Trung Mỹ Tây
- Tổng Long Bình có 06 làng: Tân Hiệp, Tân Thới Nhứt, Tân Thới Nhì, Tân Thới Trung, Xuân Thới Sơn và Xuân Thới Thượng
- Tổng Long Tuy Thượng có 06 làng: Phước Vĩnh Ninh, Tân Phú Trung, Bình Mỹ, Tân Hòa, Tân Thạnh Đông và Trung An
- Tổng Long Tuy Trung có 04 làng: An Nhơn Tây, Nhuận Đức, Phú Hòa Đông và Phú Mỹ Hưng;
- Tổng Long Tuy Hạ có 04 làng: Tân An Hội, Phước Hiệp, Thái Mỹ và Trung Lập.

4. Quận Gò Vấp có 15 làng:
- Tổng Bình Trị Thượng có 08 làng: An Nhơn Xã, An Phú Đông, Bình Hòa Xã, Thạnh Lộc Thôn, Hanh Thông Xã, Thạnh Mỹ Tây, Thông Tây Hội và Quới Xuân
- Tổng Dương Hòa Thượng có 07 làng: Bình Hưng Hòa, Phú Nhuận, Phú Thọ Hòa, Tân Hòa, Tân Sơn Hòa, Tân Sơn Nhì và Vĩnh Lộc.

### Năm 1974
- Quận Bình Chánh gồm 15 xã: An Lạc, An Phú, An Phú Tây, Bình Chánh, Bình Hưng, Bình Trị Đông, Đa Phước, Hưng Long, Phong Đước, Qui Đức, Tân Kiên, Tân Nhựt, Tân Quý Tây, Tân Tạo, Tân Túc.
- Quận Cần Giờ gồm 5 xã: Cần Thạnh, Đồng Hòa, Long Thạnh, Thạnh An, Tân Thạnh.
- Quận Gò Vấp gồm 7 xã: An Nhơn Xã, An Phú Đông, Bình Hòa Xã, Thạnh Lộc Thôn, Hanh Thông Xã, Thạnh Mỹ Tây, Thông Tây Hội.
- Quận Hóc Môn gồm 12 xã: Đông Hưng Tân, Đông Thạnh, Nhị Bình, Tân Hiệp, Tân Thới Hiệp, Tân Thới Nhứt, Tân Thới Nhì, Tân Thới Trung, Thới Tam Thôn, Trung Mỹ Tây, Xuân Thới Sơn, Xuân Thới Thượng.
- Quận Nhà Bè gồm 9 xã: Phú Mỹ Tây, Phú Xuân Hội, Phước Long Đông, Tân Quy Đông, Tân Thuận Đông, Long Kiểng, Phước Lộc Thôn, Nhơn Đức, Long Đức.
- Quận Quảng Xuyên gồm 4 xã: An Thới Đông, Bình Khánh, Lý Nhơn, Tam Thôn Hiệp.
- Quận Tân Bình gồm 7 xã: Bình Hưng Hòa, Phú Nhuận, Phú Thọ Hòa, Tân Phú, Tân Sơn Hòa, Tân Sơn Nhì, Vĩnh Lộc.
- Quận Thủ Đức gồm 15 xã: Tam Bình Xã, Long Bình, Long Phước Thôn, Long Thạnh Mỹ, Bình Trưng, Thạnh Mỹ Lợi, Phú Hữu, An Phú, Linh Xuân Thôn, Phước Long Xã, Linh Đông Xã, Long Trường, Tăng Nhơn Phú, Hiệp Bình Xã, Phước Bình.